# Joueur-étudiant de l'année de l'USHL
Le Joueur-étudiant de l'année de l'USHL (en anglais : USHL Scholar-Athlete of the Year) est un titre remis annuellement depuis 2008 au joueur ayant allié les meilleurs résultats dans le sport et dans ses études dans la United States Hockey League.

## Gagnant du trophée
| Saison    | Récipiendaire                    | Équipe                                         |
| --------- | -------------------------------- | ---------------------------------------------- |
| 2007-2008 | Matt Farris                      | Stampede de Sioux Falls                        |
| 2008-2009 | Jeff Teglia                      | Lancers d'Omaha                                |
| 2009-2010 | Anthony Hamburg Matt Mahalak     | Lancers d'Omaha Phantoms de Youngstown         |
| 2010-2011 | Kevin Liss Jaycob Megna          | Phantoms de Youngstown Lumberjacks de Muskegon |
| 2011-2012 | Brian Cooper                     | Force de Fargo                                 |
| 2012-2013 | Jake Horton Tyler Moy            | Black Hawks de Waterloo Lancers d'Omaha        |
| 2013-2014 | Anthony Angello Alex Tuch        | Lancers d'Omaha USNDT                          |
| 2014-2015 | Ryan Blankemeier                 | Steel de Chicago                               |
| 2015-2016 | Andrew Peeke                     | Gamblers de Green Bay                          |
| 2016-2017 | Michael Karow Graham Lillibridge | Phantoms de Youngstown Steel de Chicago        |
| 2017-2018 | Alex Steeves                     | Fighting Saints de Dubuque                     |
| 2018-2019 | Mason McCormick                  | Fighting Saints de Dubuque                     |